# Ángel Peralta
Ángel Peralta Pineda (La Puebla del Río, Sevilla; 18 de marzo de 1925-Sevilla, 7 de abril de 2018)fue un rejoneador español.

## Carrera taurina

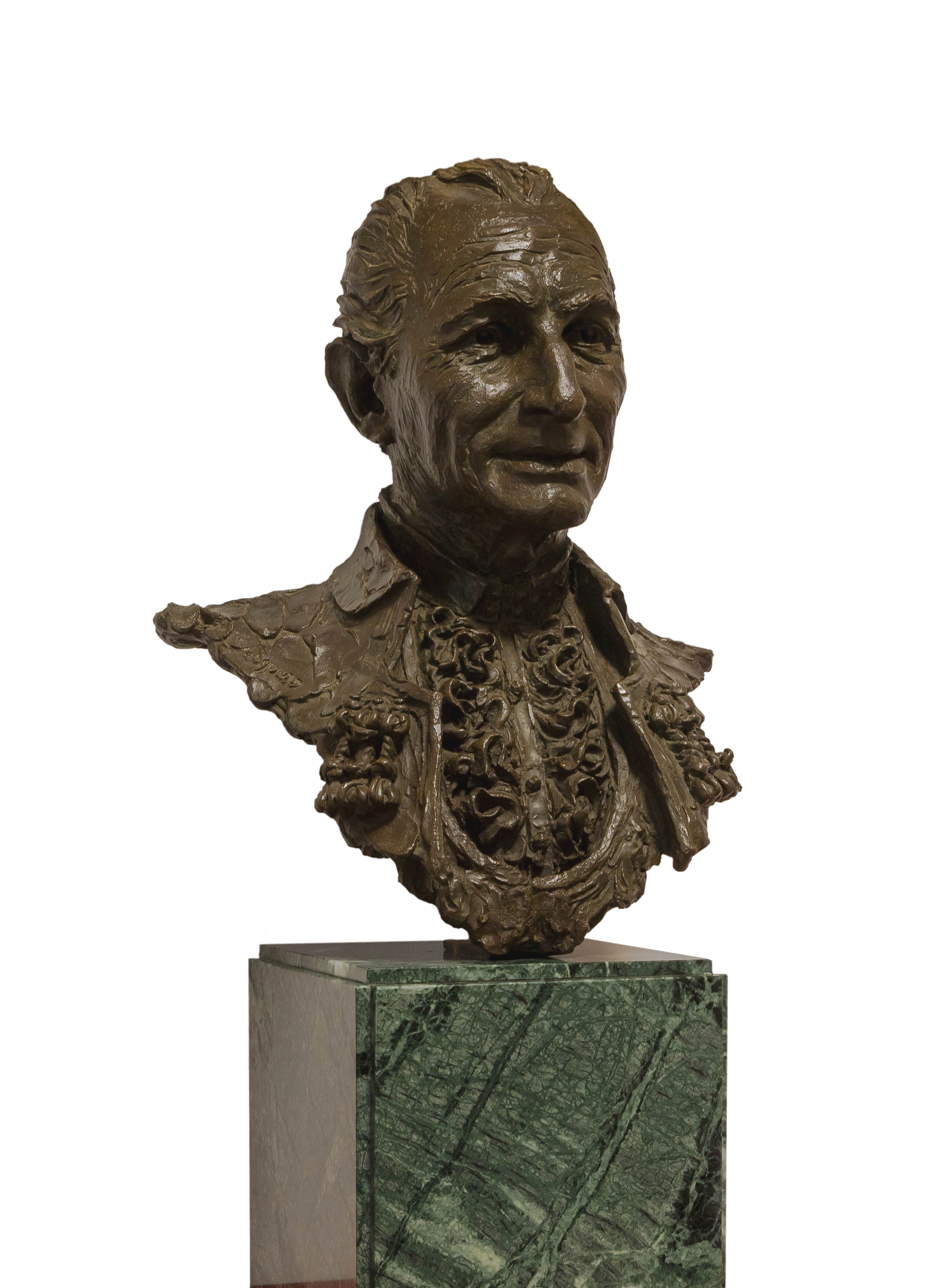
Ángel Peralta, busto de bronce, obra de Luis Sanguino, Real Maestranza de Sevilla

Debutó con público en la plaza de La Pañoleta (Sevilla) en 1945 y en Las Ventas en 1948 con un toro de Molero, acompañado por la terna de matadores Morenito de Talavera Chico, Rafael Yagüe y Antonio Chaves Flores. En 1954 rodó junto al también rejoneador Bernardino Landete unas escenas de la película La princesa de Éboli (That Lady), de Terence Young.
En los años 1960 solía encabezar el escalafón de caballeros en plaza. En la temporada de 1972 comenzó a formar equipo con su hermano Rafael Peralta y con Manuel Vidrié para realizar un espectáculo completo de rejoneo. 
Siguió actuando en los años 1980, toreando algunos años más de setenta corridas.

## Carrera literaria
Se hizo conocido por su actividad como escritor, y son conocidos sus aforismos filosóficos a los que llamó «cabriolas».[cita requerida] También publicó libros de poesía. Escribió letras de sevillanas que han sido cantadas por diversos grupos, como Los Romeros de la Puebla.[cita requerida]
Entre sus libros publicados se encuentran:
- Cabriola (Sevilla, 1960)
- Caballo torero (Colonia, Alemania, 1971), escrito en colaboración con el pintor Capuletti.
- Cucharero, que ha sido traducido al francés.
- Mi sueño con el Pájaro y el Toro (1995)
- El centauro de las marismas